# Marcelle Aaron
Marcelle Marguerite  Aaron (* 6. September 1894 in Paris; † 7. Februar 1956 ebenda) war eine französische Komponistin und Pianistin. Die gemeinsamen Kompositionen mit ihrer Schwester Yvonne Aaron veröffentlichten sie unter M et Y Aaron.

## Leben
Marcelle Marguerite Aarons Vater war Ismael Aaron (* 22. August 1864; † 1919), ihre Mutter Jeanne Goetschel (* 1871; † 25. Februar 1919). Beide heirateten am  24. August 1893 in Saint-Dié-des-Vosges. Yvonne Aaron war Marguerites Schwester. Marcelle wurde am 26. November 1913 am Musikkonservatorium in Paris zugelassen. 1919 erhielt sie einen zweiten Preis in Harmonielehre in der Frauenklasse des Konservatoriums. Ab den 1920er Jahren veröffentlichte sie zusammen mit ihrer Schwester gemeinsam hebräische Gesänge mit Orgel oder Klavierbegleitung. Sie schrieben Werke für Orchester, deren Aufführungen bei den großen Pariser Konzertreihen aufgeführt wurden und auch im Rundfunk übertragen wurden, wie die Orchesterfassung von Écoute Israël  bei den Concerts Pasdeloup am 2. April 1932 unter Rhené-Baton.

## Werke  (Auswahl)
Gemeinsam mit ihrer Schwester Yvonne Madeleine veröffentlichte Werke:
- Écoute Israël [Höre Israel]
  - Mélodie hébraïque [Hebräische Melodie]. avec accompagnement de piano ou d'orgue [mit Begleitung von Klavier oder Orgel]. Widmung: A la mémoire de nos parents. [Zum Gedenken unserer Eltern] Publiziert in Paris bei Durand S.A. und M. Senart. 1926[6][7][8] I Ecoute Israël II Schema Israël. Premiére audition [Erstes Vorspiel, Uraufführung] am 5. Januar 1930 mit Wilhelmine Coudray und Yvonne Aaron am Klavier bei den Concerts Dubruille im Salle Chopin in 8. rue Daru.[9]
  - für Gesang und Orchester. Uraufführung bei den Concerts Pasdeloup am 2. April 1932 mit Wilhelmine Coudray unter der Leitung von Rhené-Baton.[5] Das Konzert wurde auch Rundfunk übertragen.[10] Am 8. April 1932 veröffentlichte Le Menestrel eine Kritik der Uraufführung.[11][12]
- Kaddisch mélodie hébraïque avec accompagnement de piano ou d'orgue. Widmung: A la mémoire de nos parents. [Zum Gedenken unserer Eltern] Publiziert in Paris bei Durand S.A..1926[13]
- L'étrange prière [Das fremde, seltsame Gebet]. Text: Andre Joubert. In der Marian Anderson Collection of Music Manuscripts. Folder 2011[14]
- Prélude et Elégie. 5. August 1926 Radioübertragung mit M. de Ruaz, Violine; Yvonne Aaron, Klavier.[15][16] Aufführung 9. Dezember 1928 bei den Concerts Dubruille in den Salons Mustel in 16, Avenue Wagram in Paris[17]
- Valse pour Paméla, poupée 1830 [Walzer für Pamele, Puppe  1830] extrait du ballet le Livre d'images. [Auszug aus dem Ballett Bilderbuch]. für Klavier[18]
- Visages de Paris [Gesichter von Paris].Suite symphonique für Orchester in drei Teilen[19][20]. Komponiert 1937/38. Text: Marcele Aaron. Musik: Yvonne Aaron[21][22] Aufgeführt am 21. März 1948 bei den Concerts Colonne unter Paul Paray.
- Trois esquisses symphoniques [Drei sinfonische Skizzen] auch Trois Rustiques symphoniques [Drei symphonische rustikale Stücke] I Paysage rustique [Bäuerliche Landschaft] II L'apaisement [Die Beruhigung] III Danses champêtres [Ländliche Hochzeit] Aufgeführt bei den Concerts bei den Concerts Lamoureux unter Albert Wolff aufgeführt. Paul le Flem schrieb dazu eine Kritik in Comoedia vom 27. Februar 1933, René Brancour in Le Mésnestrel und Pierre Blois in L'Européen vom 3. März 1933.[23][24][25]